# げーむじん
『げーむじん』は、ティーツー出版から発行されていた隔月刊のゲーム雑誌である。誌面刷新が一度行われ、『げーむじんPARTNER』（-パートナー）という名前で同社から季刊で発行されていた時期もある。1998年から2001年にかけて刊行された。
本誌休刊後、編集スタッフはエンターブレインに移籍し、事実上の後継誌である『PALETTA -THE VISUAL EXPRESS-』（パレッタ ザ・ビジュアル・エクスプレス）を創刊した。同誌は2001年から2004年にかけて発行され、現在は休刊している。

## 雑誌の沿革

### げーむじん・げーむじんPARTNER
1998年2月3日、偶数月3日発売の隔月刊のゲーム雑誌として『げーむじん』が創刊される。本体価格552円（税込価格580円）。
1999年7月3日からは『げーむじんPARTNER』と改題の上、本体価格1,143円（税込価格1,200円）に価格改定、誌面刷新を図って、毎年1・4・7・10月3日発売の季刊誌に移行した。しかし、2001年4月頃のティーツー出版の民事再生法の適用申請に伴い、2001年7月3日発売の『げーむじんPARTNER 2001 SUMMER Vol.17』（2001年夏号）を最後に休刊に至った。全17号。
『げーむじん』及び『げーむじんPARTNER』の編集長は2001年3月まで木村晃が務め、2001年4月からは編集部長に就任。2001年4月からは「O塚」が編集長を務めた。
誌面構成は、家庭用テレビゲーム機向けの恋愛ゲームなど、いわゆるギャルゲーが中心。改題以降は、さらにその方向に特化した誌面構成になり、さながら「美少女ゲームグラビア誌」だった。漫画家の藤島康介が表紙イラストを描いており、その種のイラストレーターやキャラクターデザイナー、ほかにも声優やメカデザイナーに焦点を絞った連載、特集を組んだりしていた。
創刊時は、新作ゲーム紹介や恋愛ゲーム紹介、ゲーム業界の動向の特集、ゲーム関連のコラムなどの中に混じって、シュールな漫画を描く鬼才漫画家の雑君保プの連載漫画を掲載したり、『ゴジラNOW』なるゲームとの繋がりが薄いコラムを掲載するなど、つかみ所のない異彩を放つゲーム雑誌だった。
創刊当時からイラストレーターの近藤敏信が連載を持っていたことから、自身が開発の指揮を執った、当時さほど注目されていなかった『どきどきポヤッチオ』を30ページにわたって大特集。また、表紙イラストに藤島康介を重用していた関係から、改題の上の新創刊号となった1999年7月3日発売の『げーむじんPARTNER 1999 SUMMER Vol.09』（1999年夏号）ではゲーム版『逮捕しちゃうぞ』の大特集を組んだりと、とんでもない誌面の偏り方を見せた。
また、ほぼ無名のマイナーなギャルゲーに対しても、20ページ以上の誌面を割いて特集を組んだりしており、その種のマニア向けに明確にターゲットを絞った雑誌といえる。
編集長を務めた木村晃は、株式会社講談社にて『コミックモーニング』（現在の『モーニング』）の編集担当として、1980年代の江川達也（『BE FREE!』連載当時）を担当した人物である。その当時の江川のチーフアシスタントが藤島康介であり、『げーむじん』にはそういった人脈が活かされたことが窺える。木村はその後、勁文社（ケイブンシャ）の特撮怪獣専門誌『ゴジラマガジン』の担当編集などを経て、ティーツー出版に移籍。『げーむじん』を創刊させた。
『げーむじんPARTNER』の休刊後、編集スタッフはエンターブレインに移り、ほぼ内容も同じ季刊ゲーム雑誌『PALETTA -THE VISUAL EXPRESS-』を創刊した。

### PALETTA -THE VISUAL EXPRESS-
エンターブレインが発行。毎年1・4・7・10月18日発売の季刊誌。2001年10月18日に『THE VISUAL EXPRESS 2001 AUTUMN vol.1』（2001年秋号）を創刊した。2004年1月19日発売の『PALETTA THE VISUAL EXPRESS 2004 WINTER Vol.10』（2004年冬号）を最後に休刊に至った。全10号。
創刊号の2001年秋号の表紙イラストには藤島康介が起用され、そういった面からも、『げーむじんPARTNER』の事実上の後継雑誌であることをアピールしていた。ただし、Vol.2以降は違うイラストレーターが起用された。
本誌の休刊後、主なスタッフは一迅社に移り2007年に実質的な後継誌となる『キャラ☆メル』を発刊している。

## 掲載漫画
- ツボゲーグルメツアー（雑君保プ。1998年2月号～1998年12月号）
- わらびー（あずまきよひこ。1998年12月号～2000年夏号）